# Fumana oligosperma
Fumana oligosperma là một loài thực vật có hoa trong họ Nham mân khôi. Loài này được Boiss. & Kotschy mô tả khoa học đầu tiên năm 1867.